# My Songs
My Songs – drugi studyjny album z nowymi interpretacjami już wcześniej nagranych, przebojowych utworów brytyjskiego muzyka Stinga, wydany 24 maja 2019 przez A&M Records.
W Polsce album uzyskał status platynowej płyty.

## Lista utworów
1. „Brand New Day”
2. „Desert Rose”
3. „If You Love Somebody Set Them Free”
4. „Every Breath You Take”
5. „Demolition Man”
6. „Can’t Stand Losing You”
7. „Fields of Gold”
8. „So Lonely”
9. „Shape of My Heart”
10. „Message in a Bottle”
11. „Fragile”
12. „Walking on the Moon”
13. „Englishman in New York”
14. „If I Ever Lose My Faith in You”
15. „Roxanne” (Live)